# レプリカント (映画)
『レプリカント』（原題: Replicant）は、2001年にアメリカで製作されたビデオ映画。

## ストーリー
未婚の母ばかりを標的にする連続殺人鬼が出没し、犯行後現場に火を放つことから殺人鬼は「トーチ（放火魔）」と呼ばれていた。殺人鬼を追うジェイク・ライリー刑事は、解決の糸口すら見つけられずにいる自分自身に失望し、辞職を考えていた。そんなある日、NSF（国家安全局）が彼を訪ねてくる。局が考え出した方法を使ってトーチ逮捕に協力しようと言うのだ。その方法とは現場で採取したトーチの毛髪から「レプリカント」を創り出し、そのレプリカントの行動からトーチの行動を予測しようというものだった。こうしてレプリカントは産み出されるのだった。

## キャスト
| 役名                                  | 俳優                             | 日本語吹替 | 日本語吹替   |
| 役名                                  | 俳優                             | ソフト版   | テレビ東京版 |
| ------------------------------------- | -------------------------------- | ---------- | ------------ |
| エドワード・ギャロット / レプリカント | ジャン＝クロード・ヴァン・ダム   | 大塚芳忠   | 山寺宏一     |
| ジェイク・ライリー                    | マイケル・ルーカー               | 斎藤志郎   | 内田直哉     |
| アンジー                              | キャサリン・デント               | 沢海陽子   | 唐沢潤       |
| スタン・レイズマン                    | イアン・ロビンソン               | 入江崇史   | 野島昭生     |
| ダニー                                | ブランドン・ジェームズ・オルソン | 西村ちなみ |              |
| 警部                                  | ポール・マクギリオン             | 鳥畑洋人   | 中村秀利     |
| ミセス・ライリー                      | パム・ハイアット                 | 秋元千賀子 |              |
| ロアーク                              | アラン・グレイ                   | 石住昭彦   | 津田英三     |
| ウェンディ・ウィッカム                | ジェイミー・ノックス             | 安達忍     |              |
| クリス                                | クリス・ケリー                   | 岸祐二     |              |
| オペレーター                          | イングリッド・テッシュ           | 重松朋     |              |
| エージェント1                         | ファルビオ・シシレ               | 小形満     | 島香裕       |
| エージェント2                         |                                  | 西凜太朗   |              |
| 娼婦                                  | マーニー・アルトン               | 鈴木真仁   | 小島幸子     |
| ハル                                  |                                  | 鳥畑洋人   |              |
| 女性1                                 |                                  | 棚田恵美子 |              |
| 接客係                                |                                  | 佐々木健   |              |
| 女性3                                 |                                  | 高森奈緒   |              |
| ヒモ1                                 |                                  | 手塚秀彰   |              |
| エージェント3                         |                                  | 乃村健次   |              |

- ソフト版

日本語版制作スタッフ：演出：岩見純一、翻訳：松崎広幸、調整：亀田亮治、制作：ACクリエイト
- テレビ東京版：初回放送2005年7月14日『木曜洋画劇場』

## スタッフ
- 監督：リンゴ・ラム
- 製作：デヴィッド・デイドン、ダニー・ラーナー、ジョン・トンプソン、ウィリアム・ヴァンス
- 製作総指揮：トニー・カタルド、ボアズ・デヴィッドソン、ダニー・ディムボート、アヴィ・ラーナー、トレヴァー・ショート
- 脚本：ローレンス・デヴィッド・リギンス、レス・ウェルドン
- 撮影：マイク・サウソン
- 音楽：ガイ・ゼラファ